# Sinonímia i antonímia

## Sinonímia
La sinonímia és la relació semàntica que s'estableix entre dues o més paraules diferents que tenen el mateix significat.
Hi ha molt pocs sinònims totals, és a dir, paraules que tenen exactament el mateix significat i són intercanviables en tots els contextos i situacions comunicatives. En canvi, sí que hi ha molts sinònims parcials, paraules que comparteixen algun tret de significat i són intercanviables en alguns contextos però no en tots.
Sinònims totals: 
Posa els gots a la taula.
Posa els vasos a la taula.
Sinònims parcials: 
Treballa molt poc i guanya molts diners.
Treballa molt poc i cobra molts diners.
Ha guanyat els seus contrincats.
Ha vençut (i no cobrat) els seus contrincant).
Hi ha altres sinònims que tampoc no són intercanviables, perquè pertanyen a registres diferents. Per tant, depenen del grau de formalitat de la situació. S'anomenen sinònims semiperfectes.
Sinònims semiperfectes: 
Han entrat a casa i ens han pispat totes les joies (col·loquial, conversa entre veïns).
Aquest matí dos atracadors han robat joies per valor... (estàndard, notícia).
Hi ha altres sinònims que s'utilitzen en funció de la zona geogràfica a la qual pertany el parlant. Són els anomenats sinònims geogràfics o geosinònims.
Sinònims geogràfics:
Hi ha tres xais o bens que pasturen (dialecte central).
Hi ha tres corders que pasturen (dialecte nord-occidental).
Cal tenir en compte, també, els falsos sinònims, mots que poden semblar sinònims però que en realitat no ho són.
Falsos sinònims: 
Vols provar de fer l'exercici?
Vols tastar el pastís (i no pas provar).

## Antonímia
L'antonímia és la relació semàntica que s'estableix entre dues o més paraules de significats oposats, és a dir, entre paraules que signifiquen el contrari o l'invers.
Per exemple: 
- Obrir-tancar
- cert-fals
- principi-final

Igual que passa amb els sinònims, normalment trobem oposicions parcials, mots que tenen antònims diferents segons el context en què s'utilitzen.
Observa:
Viu en una casa gran. - Viu en una casa petita
És una senyora gran. - És una senyora jove.